# Chen Boda
Chen Boda, pseudonimo di Chen Sangyu (陈尚友; Chén Shàngyǒu) (cinese semplificato: 陈伯达; cinese tradizionale: 陳伯達; pinyin: Chén Bódá; Wade-Giles: Chen Po-ta; 29 luglio 1904 – Pechino, 20 settembre 1989), è stato un politico e rivoluzionario cinese, dirigente del Partito Comunista Cinese durante la Rivoluzione culturale.

## Biografia

### Prime attività
Nato in una famiglia contadina del Fujian nell'ottobre 1904, Chen, dopo cinque anni di studio alla Scuola normale di Xiamen, nel 1924 si trasferì a Shanghai, dove iniziò a studiare letteratura cinese e, soprattutto, compì le prime esperienze giornalistiche. Nel 1925 si iscrisse al Kuomintang e proseguì gli studi all'Università Sun Yat-sen di Mosca, divenendo contemporaneamente segretario del generale nazionalista Zhang Zhen, che aiutò nella preparazione della Spedizione del Nord. Nello stesso periodo si avvicinò al Partito Comunista Cinese, entrandovi nell'aprile 1927. Sfuggì per un soffio alla repressione anticomunista di Chiang Kai-shek nello stesso anno e fu inviato a Mosca a studiare.
Tornato in Cina nel 1930, Chen insegnò brevemente storia a Pechino ma continuò a svolgere attività clandestina per il partito, inizialmente associandosi con Wang Ming (suo compagno di studi moscoviti), prima di essere arrestato in una retata nazionalista mentre si trovava a Tianjin, restando in prigione fino al 1932. Con lo scoppio del Movimento del 9 dicembre nel 1935, Chen tornò a Pechino per svolgere attività di propaganda comunista, e l'anno successivo fu nominato responsabile della propaganda dell'Ufficio settentrionale del PCC diretto da Liu Shaoqi.

### Propagandista del partito
Nel 1937 Chen Boda seguì la direzione del PCC a Yan'an, dove lavorò come propagandista, giornalista, vicedirettore della Scuola Marx-Lenin (futura Scuola centrale di partito) e segretario politico dello stesso Mao Zedong, divenuto da poco capo del partito, il quale era rimasto colpito dall'analisi presentata da Chen riguardo al pensiero di Sun Yat-sen.
Eletto membro candidato del Comitato Centrale del PCC al VI Congresso nel 1945 e promosso a membro effettivo nel marzo 1949, Chen emerse come un importante teorico del PCC soprattutto attraverso gli articoli Stalin e la rivoluzione cinese (dicembre 1949), dove esaltò Mao come «eccellente discepolo di Stalin», «dirigente della vittoria della rivoluzione cinese» e interprete del marxismo-leninismo in Cina,  Sul pensiero di Mao Zedong (1951) e Mao Zedong sulla rivoluzione cinese (1951). Fu successivamente fra i redattori della Costituzione della Repubblica Popolare Cinese del 1954 e dei documenti del VIII Congresso del PCC nel 1956, a seguito del quale fu eletto nell'Ufficio politico. Negli anni successivi fu membro del gruppo di teorici diretto da Kang Sheng con il compito di elaborare gli scritti cinesi nella polemica con l'URSS (Deng Xiaoping avrebbe ricordato, anni dopo, il suo scontento per non essere stato messo a capo del gruppo)  e nel 1958 divenne direttore della rivista teorica Hongqi.

### Ruolo nella Rivoluzione culturale
Alla vigilia della Rivoluzione culturale, benché avesse precedentemente aiutato Liu Shaoqi a pubblicizzare il suo scritto Come essere un buon comunista e non avesse criticato il dramma storico La destituzione di Hai Rui, ritenuto un'allegoria contro Mao, Chen Boda fiutò la direzione del vento e si allineò a Mao, divenendo presidente del Gruppo centrale per la Rivoluzione culturale nel maggio 1966. Nel luglio successivo diresse la squadra di lavoro che soppiantò la redazione del Renmin Ribao e ad agosto venne inserito nel Comitato permanente dell'ufficio politico, la massima istituzione del partito.
Benché apparentemente sulla cresta dell'onda come massimo responsabile della Rivoluzione culturale, Chen Boda sarebbe presto entrato in frizione con Mao, a partire dalla questione del rapporto politico al IX Congresso nazionale del partito, che si sarebbe svolto nell'aprile 1969. Mao non fu infatti soddisfatto della bozza preliminare preparata da Chen, nella quale veniva posto l'accento sullo sviluppo economico anziché sulla lotta di classe, e si adirò con quest'ultimo quando tardò a presentare la bozza corretta, tanto che, ad appena un mese dal congresso, decise di sostituirlo con Zhang Chunqiao e Yao Wenyuan.
Chen, comunque rieletto fra i cinque membri del Comitato permanente, si avvicinò politicamente a Lin Biao, il designato successore di Mao; la comunione d'intenti fra i due proseguì nel 1970, quando avvenne la rottura fra gli alleati di Lin, che volevano la ricostituzione della carica di presidente della Repubblica, e i maoisti, che invece vi si opponevano. Benché Mao avesse chiarito, nel marzo dello stesso anno, che non avrebbe accettato la carica, Lin risollevò la questione alla II sessione plenaria del IX Comitato Centrale (agosto-settembre 1970), che avrebbe dovuto approvare la nuova Costituzione, e Chen fu il suo sostenitore più acceso. Mao inizialmente concentrò gli attacchi su Chen Boda, accusandolo di essere un «sofista» ignorante di marxismo  e lanciando una campagna contro di lui, che venne così escluso dalla direzione del partito.

### Esautorazione
Già bersaglio della «campagna di critica contro Chen Boda e rettifica dello stile di lavoro» (批陈整风; pī Chén zhěng fēng) e successivamente associato alla «cricca antipartito di Lin Biao», Chen fu infine espulso dal partito il 20 agosto 1973. Scomparve fino al 1980, quando fu tra gli imputati al processo contro la Banda dei Quattro e condannato a 18 anni. Fu rilasciato poco dopo per ragioni di salute e visse a Pechino fino alla morte, avvenuta il 20 settembre 1989 per un infarto del miocardio.